# 嚴禁匠民越界私墾碑
嚴禁匠民越界私墾碑立於1768年（清乾隆三十三年），由諸羅縣笨港縣丞李倓給示，藉此杜絕漢人與原住民之間的衝突與紛爭。此碑共109字，可作為臺灣清治時期漢人開墾的歷史佐證。2014年1月21日經嘉義縣政府依《文化資產保存法》、《古蹟指定及廢止審查辦法》公告為縣定古蹟。
據碑文內容，界址的效力範圍涵蓋當時的大湖、頂寮、三渡水、蟾蜍嶺、奇里岸、庵古坑等地，今日約為雲林縣古坑鄉古坑村至嘉義縣梅山鄉圳南村、太平村一帶。以大山脊分水為界，山前歸漢人管轄，山後則屬原住民的活動範圍。

## 碑碣原文
諸羅分縣李　准
本縣正堂陶　關移奉
本府正堂鄒　憲票遵卽檢查　前縣徐　勘詳
原案大湖頂寮三渡水蟾蜍嶺奇里岸庵古坑等
處以大山脊分水為界山前屬民山後屬番請豎
界碑區別民番界限等因准此合行豎立碑界以
杜匠民越界私墾須至界碑者
乾隆参拾参年参月　　　日立